# バブルガンキッド
『バブルガンキッド』は1999年3月18日にタカラから、PlayStationにて発売されたアクションゲームで、イギリスのトラベラーズテイルズが1998年に開発したRascalの日本版。

## 要素
NINTENDO 64のスーパーマリオ64タイプの3Dアクションアドベンチャーゲーム。プレイヤーは主人公の少年ラスカルとなり、「バブルガン」と言う武器やジャンプ攻撃で敵を倒しながらステージを進む。最初はキャスパー・クロックワイス博士の家からゲームが始まり、そこから中世の城、アトランティスの市、古代アステカ遺跡、海賊船、西部開拓、ハリウッドなど6つのワールドのステージのワープに入る。6つのワールドのステージには過去、現在、未来と3つの時代からなっており、異なる3つの時代のステージを攻略して進まなくてはならない。
このゲームは毎秒50フレームレート（fps）可能なグラフィック・エンジンを使っている。
ジム・ヘンソンが設立したロンドンのジム・ヘンソン・クリーチャー・ショップがこのゲームのキャラクター・デザインをしている。
音楽はAndy Blythe & Marten Joustraが担当した。
タイムマシーンの研究をしていたキャスパー・クロックワイス博士が自宅の地下研究室で研究中にトラブルに遭い、過去を操ろうと企む闇の時間の帝王クロノンにさらわれた。博士の息子である主人公の少年ラスカルがそれを目撃し、クロックワイス博士は最新発明品の武器「バブルガン」を息子に投げ渡す。ラスカルは「バブルガン」を手に取り、博士を助けクロノンの野望を阻止する為、中世の城、アトランティスの市、古代マヤ遺跡、海賊船、西部開拓など6つのワールドからなる過去、現在、未来と時空を行き逝きしながら様々なステージの敵を倒して罠を潜り抜けていく。